# Carrarese Calcio 1908
La Carrarese Calcio 1908, semplicemente nota come Carrarese, è una società calcistica italiana con sede nella città di Carrara. Fondata nel 1908 come Società Polisportiva Carrarese. Milita in Serie B, la seconda divisione del campionato italiano.
La FIGC considera la Carrarese al settantesimo posto nella graduatoria della tradizione sportiva dei club ad essa affiliati ed è al centosedicesimo posto nella classifica perpetua della Serie B.

## Storia

### Dalle origini al primo dopoguerra
La Società Polisportiva Carrarese nacque nel 1908 per iniziativa di un gruppo di appassionati di calcio che riunì intorno a sé una selezione di giovani, da tempo praticanti quello sport per puro divertimento; i colori sociali erano il grigio e il verde.
La squadra disputa alcune partite amichevoli con compagini locali, ma solo nel 1919 partecipa al suo primo campionato ufficiale. Il 10 ottobre 1920 è una data storica. L'U.S. Carrarese veste per la prima volta la maglia azzurra, inaugurandola in un'amichevole contro lo Sport Club Spezia, vinta per 6 a 3. La squadra giocava nel campo "Augusto Mungai" in seguito chiamato "Campo Viale XX Settembre". Il campo fu soprannominato da Bruno Roghi, inviato de La Gazzetta dello Sport, "Fossa dei Leoni" dopo che rimase impressionato dal ruggito dei tifosi.

### Il periodo ungherese e gli anni trenta
In quegli anni in tutta Europa dominava la scuola calcistica ungherese e anche sotto le Apuane questo periodo fu segnato dalla presenza di importanti giocatori magiari come Ernest Gusich, Lajos Konyor (che segnerà ben 30 reti in 3 stagioni) e Ferry Lenghyel. Anche in panchina la Carrarese fu guidata allenatori carismatici come Géza Kertesz e soprattutto Imre Payer che allenò la squadra per sei stagioni.
Durante tutti gli anni trenta gli azzurri si mantennero in Prima Divisione (il terzo livello calcistico dell'epoca) sfiorando più volte la promozione.
Il 21 dicembre 1930 è una data drammatica per la Carrarese: durante l'ultima gara del girone di andata del campionato di Prima Divisione girone B in casa del Pisa a seguito di uno scontro di gioco il giovane e promettente mediano Pietrino Binelli (nato a Carrara il 9 febbraio 1913) è portato in gravi condizioni all'Ospedale di Pisa dove muore la sera stessa. In deroga alle norme federali alla U.S.F. Carrarese con comunicato ufficiale del Direttorio Divisioni Superiori del 3 febbraio è concesso durante la stagione di cambiare la propria denominazione in Unione Sportiva Fascista Carrarese "Pietrino Binelli" e tale denominazione rimarrà fino al dopoguerra.
Nel 1936 avvenne un fatto eccezionale per la città e la società: quattro atleti carraresi che erano cresciuti nel vivaio azzurro, Libero Marchini, Achille Piccini, Paolo Vannucci e Bruno Venturini, vennero convocati dal CT della Nazionale Vittorio Pozzo per le olimpiadi di Berlino dove vinceranno la medaglia d'oro. A loro quattro nel 2005 verrà intitolato lo Stadio dei Marmi.
Nel 1944 in piena guerra la Carrarese partecipa al Campionato Alta Italia, con una squadra falcidiata da numerose assenze nell'organico a causa della partecipazione alla guerra partigiana, agli sfollamenti e alle deportazioni. Nonostante ciò gli azzurri onorano il torneo classificandosi quarti nel loro girone.

### Il secondo dopoguerra: gli anni in Serie B e la discesa nei dilettanti
Nel 1946 venne ammessa provvisoriamente nel girone A della Serie B per aver sfiorato la promozione nel 1943, anno dell'interruzione dei tornei per la seconda guerra mondiale. L'esperienza in serie cadetta durerà soltanto due stagioni, ma sarà ricordata con orgoglio per molti anni a seguire.
Nel 1955 la Carrarese si trasferì all'attuale stadio comunale "dei Marmi", impianto che venne inaugurato con la partita contro il Piombino. Tra gli anni cinquanta e sessanta la squadra disputa con alterne fortune i campionati di IV Serie (che dal 1959 assumerà il nome di Serie D) sfiorando più volte la promozione tra i professionisti. Questa arriverà nella stagione 1962-1963.
Meno fortunati saranno gli anni settanta che vedono la squadra scendere nuovamente tra i dilettanti per ben dieci stagioni dal 1968 al 1978.

### Gli anni ottanta e novanta

Una formazione della Carrarese 1982-1983, vincitrice della Coppa Italia Serie C

Alla fine degli anni settanta avviene la svolta: il nuovo presidente Gianfranco Cecchinelli ingaggia Corrado Orrico, un giovane allenatore allora ancora poco conosciuto, ma con già una precedente esperienza per una stagione sulla panchina della Carrarese. Orrico rivoluziona il gioco gialloazzurro riuscendo a plasmare una squadra vincente che riesce a vincere il campionato di Serie D del 1978 e a tornare tra i professionisti nella neonata Serie C2. Sempre Orrico, dopo una parentesi di un anno all'Udinese in Serie A, porterà nel 1982 gli apuani alla promozione in Serie C1.
Nella stagione 1982-1983 la Carrarese di Orrico è una delle protagoniste del campionato: si piazza al terzo posto nel girone A e vince la sua prima Coppa Italia Serie C.

Corrado Orrico, per sei volte in carriera sulla panchina dei giallazzurri, conseguendo due promozioni e vincendo la Coppa Italia di Serie C

Per tutti gli anni ottanta e novanta la Carrarese rimane stabilmente in Serie C1 (fatta eccezione solo per la retrocessione della stagione 1987-1988), cambia la società con l'arrivo degli imprenditori del settore lapideo Luciano Grassi e Gaspare Menotti; in panchina siedono allenatori che in seguito diventeranno famosi in blasonate squadre di Serie A come Marcello Lippi, Luigi Simoni e Silvio Baldini.

### Gli anni duemila
Il nuovo millennio vede la Carrarese lottare per la salvezza in Serie C1. Al terzo play-out consecutivo, dopo averne prima vinto uno ed essere ripescata dopo la sconfitta in quello successivo, la squadra nella stagione 2002-2003 retrocede in Serie C2. In questa categoria, nel campionato 2005-2006, si salva dalla retrocessione in Serie D ai play-out pareggiando nella finale di ritorno contro il Castel San Pietro per 1-1 in casa, dopo che l'andata in trasferta si era conclusa con il medesimo punteggio.
All'inizio della stagione successiva, 2006-2007, la squadra è affidata nuovamente a Corrado Orrico, tuttavia dopo un girone d'andata sotto le attese, Orrico decide di rassegnare le dimissioni. Al suo posto viene chiamato Ferruccio Mariani, ex-giocatore azzurro. La Carrarese ottiene la salvezza ai play-out.
Nella stagione 2007-2008 è guidata da Lorentino Beoni. Dopo la gara di ritorno contro il Poggibonsi la società solleva dall'incarico il tecnico chiamando al suo posto Luciano Zecchini che conduce la squadra alla salvezza, giunta all'ultima giornata della stagione regolare con un 2-0 sul campo del Rovigo.
Nell'estate del 2008, anno del centenario, inizia una nuova era societaria: dopo cinque anni Maurizio Fontanili lascia la presidenza, al suo posto una cordata composta da Fabio Oppicelli (presidente), Giuseppe Giarnera e Luigi Morra (vice-presidenti), Andrea Borghini (amministratore delegato). A Rino Lavezzini è affidato il ruolo di direttore sportivo, l'ex difensore di Fiorentina e Cagliari Aldo Firicano è il nuovo allenatore. L'aspetto societario più innovativo è l'istituzione di un direttore della comunicazione, ruolo inedito nel calcio, affidato all'ex arbitro internazionale Graziano Cesari.
Dopo una salvezza ottenuta con due giornate di anticipo, nonostante diverse difficoltà incontrate dalla squadra durante la stagione (nove partite consecutive senza vittorie tra ottobre e dicembre e l'esonero di Aldo Firicano, sostituito alla fine di gennaio dal responsabile dell'area tecnica, Rino Lavezzini), il 23 maggio 2009 la Carrarese presenta il nuovo allenatore per la stagione 2009-2010, Salvatore Mango, reduce dalla vittoria del girone B di Serie D alla guida della Pro Belvedere Vercelli. Salvatore Mango è costretto a dimettersi il 2 novembre per motivi familiari e viene sostituito il giorno successivo nuovamente da Rino Lavezzini che torna così per la terza volta sulla panchina della Carrarese. Lavezzini viene esonerato e la dirigenza affida l'8 marzo la panchina a Fabrizio Tazzioli, che torna dopo l'esperienza del 1998-1999. La sua è però solo una breve apparizione, infatti per la terza volta Opicelli e soci cacciano l'allenatore per affidarsi al tecnico delle giovanili Ferruccio Bonvini nel disperato tentativo di salvarsi dalla retrocessione nei dilettanti.
Nonostante la vittoria sul Bassano all'ultima giornata la Carrarese retrocede nei dilettanti dopo 32 anni consecutivi di professionismo.

### Gli anni duemiladieci

#### Gli anni della cordata Buffon-Lucarelli-Mian

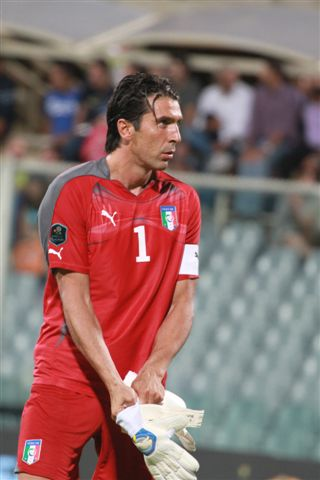
Gianluigi Buffon dal 2010 socio e dal 2012 proprietario unico della Carrarese

A ridare speranza ai tifosi azzurri ci pensa l'ingresso in società della "cordata VIP", costituita dall'ex proprietario del Pisa Maurizio Mian, il calciatore livornese Cristiano Lucarelli e il portiere carrarino e tifoso Gianluigi Buffon, estremo difensore della Juventus e della nazionale italiana, che, il 16 luglio 2010, acquisiscono il 50% delle quote societarie. Grazie alla non ammissione di molte società in Lega Pro, la nuova società avvia le pratiche per il ripescaggio nelle categorie professionistiche.
Il 4 agosto 2010 è data la conferma ufficiale del ripescaggio del club toscano in Lega Pro Seconda Divisione. Da allora i nuovi proprietari iniziano una campagna acquisti ambiziosa, con gli arrivi di Riccardo Zampagna, Nicola Corrent e Luca Vigiani. Pur battuta dal Carpi per la promozione diretta, la Carrarese batte ai play-off il San Marino e il Prato, guadagnando così la promozione in Lega Pro Prima Divisione appena un anno dopo avere sfiorato la retrocessione in Serie D.
Il 31 luglio 2011, prima dell'inaugurazione della nuova stagione, la società organizza un'asta di blocchi di marmo per raccogliere fondi per il campionato. La squadra ottiene un ottimo nono posto nel girone B, dove aver lottato a lungo per i play-off.
Il 6 luglio 2012 Buffon diventa azionista unico della società attraverso la società Buffon & co. Il 2 ottobre, dopo 5 sconfitte consecutive, la società accetta le dimissioni del tecnico Carlo Sabatini ed affida la guida tecnica a Nello Di Costanzo.
Il 6 novembre dello stesso anno, su iniziativa di Buffon, la società annuncia di aver adottato come "sponsor" per le maglie l'Arsenale della Pace di Torino.
La Carrarese conclude il campionato 2012-2013 al 16º ed ultimo posto, ma scampa alla retrocessione grazie ad un ripescaggio decretato il 5 agosto essendo la società toscana l'unica ad aver fatto domanda in merito.
Nell'estate 2013 la società decide di gestire direttamente la scuola calcio, in precedenza affidata a squadre di Carrara partecipanti ai campionati dilettantistici.
Il 5 giugno 2013 la squadra è affidata a Maurizio Braghin che dopo uno sfortunato inizio di campionato viene sostituito il 6 novembre da Gian Marco Remondina, che da giocatore aveva fatto parte della squadra vincitrice della Coppa Italia nel 1983, terminando la stagione al 12º posto. Sul piano societario nel frattempo Buffon acquisisce il 100% delle quote societarie, divenendo così socio unico della Carrarese Calcio 1908 s.r.l.
La stagione 2014-2015 vede la conferma di Remondina alla guida tecnica e il mantenimento del blocco dei giocatori della passata stagione. Con la nuova Lega Pro unica la Carrarese viene inserita nel girone dell'Italia centrale con ben sette derby toscani da disputare con Lucchese, Pisa, Pontedera, Tuttocuoio, Pistoiese, Prato e Grosseto. L'andamento della squadra risulta altalenante, con ben 17 pareggi complessivi, alternando prestazioni convincenti ad altre sottotono: riesce comunque a raggiungere la salvezza matematica alla penultima giornata.

#### Dalla crisi al ritorno in Serie B
Sul fronte societario, al termine del campionato, Buffon dichiara di non essere più disponibile a proseguire da solo nella gestione economica della squadra. 
La squadra viene comunque iscritta al successivo campionato e contestualmente iniziano quindi i contatti con l'imprenditoria locale del marmo e con investitori esterni al territorio.
Dopo una prima trattativa con una cordata rappresentata da Fabrizio Lucchesi (ex direttore sportivo di Roma e Fiorentina), non andata poi in porto, si perviene all'accordo per la cessione del 70% delle quote societarie all'imprenditore edile romano Raffaele Tartaglia, che diventa così il nuovo presidente della Carrarese. Viene confermata, per la terza stagione consecutiva, la guida tecnica di Gian Marco Remondina.
Dopo solo pochi mesi dall'impostazione del nuovo assetto societario, nel mese di novembre del 2015, Tartaglia dichiara alla stampa locale che è deciso a rassegnare le dimissioni nel caso in cui non siano rispettati gli accordi presi con la precedente proprietà. Ne consegue una lunga trattativa, non priva di duri scambi d'accuse tra i due soci, che però non si conclude in alcun accordo e la società viene di conseguenza messa in stato di liquidazione.
Alla positiva stagione sul piano sportivo (terminata con un lusinghiero quinto posto in classifica), non corrisponde uno schiarimento sul fronte della crisi societaria, che non trova sbocchi: Tartaglia e Buffon non addivengono ad un accordo per la ripartizione delle quote e l'interessamento di altre cordate di imprenditori interessati non si concretizza in un'offerta di rilevamento delle quote.
L'11 marzo 2016, il tribunale di Massa dichiara il fallimento della Carrarese Calcio 1908, nominando un curatore fallimentare ed autorizzando l'esercizio provvisorio fino al termine della stagione.
Dopo alcune aste deserte, in extremis viene fondata una nuova società su iniziativa del sindaco di Carrara Angelo Zubbani, cui fanno parte l'imprenditore Salvo Zangari, già patron della Pro Sesto, e alcuni esponenti della locale imprenditoria del marmo, che subentrano nel titolo sportivo carrarino, consentendo l'iscrizione della società al campionato di Lega Pro 2016-2017. Nel dicembre 2016 Zangari si dimette dalla presidenza e lascia la società nelle mani dei soci locali: la squadra ottiene la salvezza in terza serie.
Nell'estate del 2017 la società chiama in panchina il tecnico Silvio Baldini (che accetta finanche di allenare a titolo gratuito), sotto la guida del quale la squadra, che combina calciatori giovani e d'esperienza, ottiene nel 2017-2018 il settimo posto e l'accesso ai play-off per la promozione in Serie B, da cui esce al secondo turno. Il settimo posto viene confermato l'anno dopo, con eliminazione ai quarti di finale dei play-off, mentre nel 2019-2020 la squadra ottiene il secondo posto nel proprio girone e si spinge fino alle semifinali dei play-off per l'approdo in serie cadetta. Nella semifinale degli spareggi affronta il Bari e viene battuta fuori casa per 2-1 dopo i tempi supplementari.
Nel corso della stagione 2020-2021 sulla panchina dei toscani si avvicendano il dimissionario Baldini e Antonio Di Natale, che conduce i gialloblù alla salvezza, mentre nell'annata seguente viene centrato l'approdo ai play-off tramite il decimo posto; il cammino si ferma al primo turno contro il Pescara. Passata nelle mani di Alessandro Dal Canto, la Carrarese ottiene il quarto posto nel 2022-2023, per poi uscire al secondo turno dei play-off contro l'Ancona. Nel 2023-2024 Dal Canto viene esonerato dopo ventuno giornate e sostituito con Antonio Calabro, che porta i gialloblù al terzo posto, con qualificazione agli spareggi per la promozione. Dopo aver eliminato, nell'ordine, Perugia, Juventus Next Gen, Benevento, la Carrarese disputa la finale contro il Vicenza e riesce a prevalere, ottenendo la promozione in Serie B a 76 anni di distanza dalla precedente ultima apparizione.
Sotto la guida del confermato Calabro, nella stagione 2024-2025 la Carrarese si rivela all'altezza della serie cadetta e mediamente competitiva, trascorrendo il campionato perlopiù a metà classifica, a tratti stazionando anche in zona play-off. La matematica salvezza (la prima mai ottenuta dai gialloblù in un campionato a girone unico) viene conseguita con una giornata d'anticipo sul termine della stagione regolare.

## Colori e simboli

### Colori
I colori sociali della Carrarese sono dal 1920 l'azzurro e il giallo, in sostituzione dell'originario schema cromatico verde e grigio.
La divisa interna è tipicamente su base azzurra, talvolta con alcuni inserti gialli, in richiamo allo stemma cittadino.

### Simboli ufficiali

#### Stemma
L'emblema sociale (mutuato dallo stemma comunale di Carrara) è uno scudo francese antico azzurro bordato di giallo, con una ruota gialla recante inscritto il motto latino Fortitudo mea in rota (it. La mia forza è nella ruota).

#### Inno
L'inno ufficiale, Carrarese!, è stato scritto da Pietro Petrucciani e fu presentato durante il Galà del Centenario del dicembre 2007. L'ex portiere Giampaolo Pinna ha avuto il ruolo di solista in una parte della canzone.

## Strutture

### Stadio
La Carrarese disputa dal 1955 le sue partite interne presso lo Stadio del Marmo (ossia Pietro), dal 2006 intitolato ai quattro giocatori carraresi che facevano parte della Nazionale olimpica di calcio medaglia d'oro alle Olimpiadi di Berlino del 1936. L'impianto assume quindi la denominazione ufficiale di "Stadio Comunale dei Marmi L. Marchini, A. Piccini, P. Vannucci, B. Venturini", mantenendo comunque ancora quella classica.
Per le prime partite ufficiali della stagione 2024-2025, essendo lo stadio di Carrara oggetto di un intervento di adeguamento ai canoni infrastrutturali della Serie B, la Carrarese ha disputato transitoriamente le proprie gare interne all'Arena Garibaldi di Pisa.

### Centro di allenamento
Dal 2013, con l'inaugurazione del nuovo terreno di gioco sintetico, la prima squadra svolge le sessioni di allenamento all'interno dello Stadio dei Marmi, mentre le giovanili si servono del centro sportivo "Duilio Boni", nella frazione di Fossone a Carrara. Precedentemente la società si serviva del "Centro sportivo di Luni", situato nella frazione omonima del comune di Luni (SP).

## Società
Dal 16 luglio 2010 l'ex proprietario del Pisa Maurizio Mian, il calciatore livornese Cristiano Lucarelli ed il portiere Gianluigi Buffon hanno acquisito il 50% delle quote societarie. L'altro 50% resta nelle mani di Fabio Oppicelli, Giuseppe Giarnera, Andrea Borghini e Luigi Morra (12,5% ciascuno).
Il 9 giugno 2011 Gianluigi Buffon, Maurizio Lucarelli e Alexis Tomasos acquistano ciascuno il 20% delle quote societarie. Escono invece Luigi Morra e Giuseppe Giarnera.
Il 6 luglio 2012 Gianluigi Buffon acquisisce il resto delle quote diventando così azionista unico della società, e affida la carica di presidente onorario alla moglie Alena Šeredová. Una volta finito il matrimonio con Buffon anche il ruolo della Šeredová viene meno.
Attualmente la Carrarese è detenuta dalla famiglia Gemignani e Vanelli tramite la società Sa.Ge.Van.

### Organigramma societario
Consiglio di Amministrazione:
- Fabio Oppicelli - Presidente
- Iacopo Pasciuti - Amministratore delegato
- Lorenzo Cabani - Consigliere

Collegio Sindacale:
- Alessandro Gambini - Presidente
- Davide Benedini - Sindaco effettivo
- Roberto Rossi - Sindaco effettivo
- Massimiliano Lencioni - Sindaco supplente
- Elena Violi - Sindaco effettivo

### Sponsor
| Cronologia degli sponsor tecnici - 1979-1986 Umbro - 1986-1991 ABM - 1991-1992 ABM e Erreà - 1992-1994 Umbro - 1994-1996 Maglificio Natali - 1996-2002 Virma - 2002-2003 Virma - Kappa - 2003-2004 Virma - 2004-2010 Macron - 2010-2014 Givova - 2014-2020 Joma - 2020-oggi Givova | Cronologia degli sponsor ufficiali - 1979-1981 Nessuno sponsor - 1981-1982 ... - 1982-1984 Marmo - 1984-1988 Ferriera di Cittadella - 1988-1989 Ferriera di Cittadella - Duca D'Alba - 1989-2002 Ferriera di Cittadella - 2002-2003 Carrara - 2003-2005 Gemignani e Vanelli Marmi - 2005-2006 Nessuno sponsor - 2006-2007 Cassa di Risparmio di Carrara - 2007-2008 Nessuno sponsor - 2008-2010 Cassa di Risparmio di Carrara - 2010-2012 Fermet Group - 2012-2016 Marmo di Carrara - 2016-2017 Gemignani e Vanelli Marmi - 2017-oggi Sagevan Marmi |

## Allenatori e presidenti
Fonte:
- 1919-1922 Commissione Tecnica
- 1922-1923  Franz Molnar
- 1923-1925  Ernst Guzsik e  Fürth (D.T.)
- 1925-1926  Géza Kertész
- 1926-1927  Imre Payer
- 1927-1928  Géza Kertész
- 1928-1929  Angelo Mattea
- 1929-1930  Pietro Piselli
- 1930-1931  József Zilisy
- 1931-1934  Imre Payer
- 1934-1935  Francesco Rossi
- 1935-1936  Ugo Del Papa 
 Agostino Andreani
- 1936-1937  Ugo Del Papa
- 1937-1938  Pietro Tedeschi
- 1938-1939  Luciano Bacciola
- 1939-1940  Luciano Bacciola 
 Vincenzo Fresia
 Erasmo Franzoni
- 1940-1941  Imre Payer
- 1941-1942  Imre Payer
 Orlando Ricci
- 1942-1943  Mario Gianni
 Gino Bilancini
- 1944  Achille Piccini
- 1945-1946  Giuseppe Andrei
 Erasmo Franzoni
- 1946-1947  Imre Payer
- 1947-1948  Mario Pochettini
 Pál Szalay
- 1948-1949  Antonio Janni
- 1949-1950  Cesare Gallea
- 1950-1951  Achille Piccini
 Giuseppe Andrei
- 1951-1953  Giuseppe Andrei
- 1953-1954  Giuseppe Andrei
 Giovanni Beretta
- 1954-1955  Cesare Pellegatta
 Rodolphe Hiden
- 1955-1956  Antonio Vojak
- 1956-1958  Mario Caciagli
- 1958-1959  Franco Grillone
 Giuseppe Pucci
- 1959-1960  Franco Grillone
- 1960-1961  Giuseppe Andrei
 Franco Grillone
- 1961-1962  Giuseppe Andrei
- 1962-1963  Quinto Bertoloni
- 1963-1964  Quinto Bertoloni
 Amerigo Salati
- 1964-1965  Zeffiro Furiassi
- 1965-1966  Giuseppe Bradaschia 
 Giuseppe Pucci
 Erberto Galeotti
 Vinicio Viani
- 1966-1967  Franco Grillone
- 1967-1968  Franco Grillone
 Renato Calzolai
 Vinicio Viani
- 1968-1969  Mauro Mari 
 Ettore Mannucci
 Amerigo Salati
- 1969-1970  Corrado Orrico
 Mario Genta
- 1970-1971  Paolo Biagini 
 Amerigo Salati
- 1971-1972  Amerigo Salati
- 1972-1973  Amerigo Salati
 Giancarlo Pomelli
 Roberto Carmassi
 Vinicio Viani
- 1973-1974  Fedele Greco
 Vittorio Mantero
- 1974-1975  Quinto Bertoloni
- 1975-1979  Corrado Orrico
- 1979-1980  Ottavio Bianchi
 Umberto Lembi
- 1980-1983  Corrado Orrico
- 1983-1984  Guido Mammi
- 1984-1986  Corrado Orrico
- 1986-1987  Romeo Benetti
- 1987-1988  Lido Vieri
 Corrado Orrico
- 1988-1989  Marcello Lippi
- 1989-1990  Giuseppe Savoldi
- 1990-1992  Luigi Simoni
- 1992-1993  Umberto Lembi
- 1993-1994  Rino Lavezzini
- 1994-1995  Rino Lavezzini e  Corrado Orrico (D.T.)
- 1995-1997  Silvio Baldini
- 1997-1998  Piero Braglia
 Simone Boldini
 Giampiero Vitali
- 1998-1999  Fabrizio Tazzioli
- 1999-2000  Giovanni Pagliari
- 2000-2001  Gian Cesare Discepoli
 Luciano Filippi
- 2001-2002  Giancarlo Favarin
 Giovanni Pagliari
- 2002-2003  Raimondo Ponte
- 2003-2004  Marco Baroni
 Renzo Gobbo
- 2004-2005  Renzo Gobbo
- 2005-2006  Renzo Gobbo
 Oliviero Di Stefano
- 2006-2007  Corrado Orrico
 Ferruccio Mariani
- 2007-2008  Loris Beoni 
 Luciano Zecchini
- 2008-2009  Aldo Firicano
 Rino Lavezzini
- 2009-2010  Salvatore Mango 
 Rino Lavezzini
 Fabrizio Tazzioli
 Ferruccio Bonvini
- 2010-2011  Francesco Monaco
- 2011-2012  Stefano Sottili
- 2012-2013  Carlo Sabatini
 Nello Di Costanzo
 Ivo Iaconi
- 2013-2014  Maurizio Braghin
 Gian Marco Remondina
- 2014-2016  Gian Marco Remondina
- 2016-2017  Andrea Danesi
 Aldo Firicano
- 2017-2020  Silvio Baldini
- 2020-2021  Silvio Baldini
 Antonio Di Natale
- 2021-2022  Antonio Di Natale
- 2022-2023  Alessandro Dal Canto
- 2023-2024  Alessandro Dal Canto
 Antonio Calabro
- 2024-2025  Antonio Calabro

- 1908-1920 ?
- 1920-1921  Dino Fabbricotti
- 1923-1928  Attilio Rocchi
- 1928-1929  Francesco Biggi
- 1929-1930  Cesare Rolfo
- 1930-1932  Bruno Lagomarsini
- 1933-1934  Ennio Forti
- 1934-1937  Pietro Serracosta
- 1937-1938  Francesco Biggi
- 1938-1939  Luciano Bacciola
- 1939-1940  Mario Frugoli
- 1940-1944  Francesco Biggi
- 1945-1947  Arturo Frediani
- 1947-1948  Pilade De Michelis
- 1948-1949  Nando Dalia
- 1949-1950  Remo Lagomarsini, Nando Dalia e Gino Dell'Amico (comitato di presidenza)
- 1950-1951  Francesco Biggi (commissario straordinario)
- 1951-1953  Remo Lagomarsini
- 1953-1954  Remo Lagomarsini, Francesco Biggi, Mario Marini e Andrea Nicoli (comitato di presidenza)
- 1954-1960  Pietro Rollino
- 1960-1961  Werther Cacciatori (commissario straordinario)
- 1961-1962  Carlo Carozzi, Poli, Tonarelli, Calzolai, Boni, Carlo Viti (comitato di presidenza)
- 1962-1966  Sandro Marchetti
- 1966-1969  Dario Caffaz
- 1969-1970  Dario Caffaz, Sauro Dalle Mura, Remo Lagomarsini (comitato di presidenza)
- 1970-1972  Giuseppe Pucci (commissario straordinario)
- 1972-1973  Remo Lagomarsini e Dario Violi
- 1973-1974  Nilo Corsini
- 1974-1975  Remo Lagomarsini
- 1975-1976  Guido Bardi
- 1976-1979  Gianfranco Cecchinelli
- 1979-1980  Ronny Brambilla
- 1980-1985  Gianfranco Cecchinelli
- 1985-2002  Luciano Grassi
- 2002-2003  Antonio Ponte
- 2003-2008  Maurizio Fontanili
- 2008-2012  Fabio Oppicelli
- 2012-2013  Lorenzo Trombella
- 2013-2015  Gianluigi Buffon
- 2015-2016  Raffaele Tartaglia
 Massimiliano Tognelli (curatore fallimentare)
- 2016-2017  Salvo Zangari
 Manrico Gemignani
- 2017-2024  Fabio Oppicelli
- 2024-   Manrico Gemignani

## Calciatori

### Hall of Fame
Il seguente è l'elenco dei giocatori facenti parte della Hall of Fame presente sul sito ufficiale del club.
- Andrea Raggi (2003-2004)
- Simone Vergassola (1992-1996)
- Marco Nappi (2003-2005)
- Giacomo Banchelli (2002-2003 e 2005)
- Luciano Bizzarri
- Sergio Volpi (1994-1995)
- Alberico Evani (1997-1998)
- Marcello Cottafava (1998-2001)
- Simone Cavalli (2000-2001)
- Mario Faccenda (1994-1995)
- Cristiano Masitto (2000-2001)
- Jess Vanstrattan (2003-2004)
- Roberto Colacone (1994-1995)
- Maurizio Braghin (1991-1992)
- Luca Pastine (2005-2006)
- Roberto Bosco (1982-1983)
- Riccardo Zampagna (2010)
- Davide Ratti
- Massimiliano Benfari (1994-1998)
- Cristiano Piccini (2011-2012)

## Palmarès

### Competizioni nazionali
- Coppa Italia Serie C: 1

1982-1983

### Competizioni interregionali
- Serie C: 1

1942-1943 (girone F)
- Seconda Divisione: 1

1926-1927 (girone A Nord)
- Serie C2: 2

1981-1982 (girone A), 1987-1988 (girone A)
- IV Serie: 1

1952-1953 (girone D e girone finale A)
- Serie D: 2

1962-1963 (girone A), 1977-1978 (girone E)

### Competizioni regionali
- Campionato italiano di terza divisione: 1

1925-1926 (girone B)
- Prima Categoria: 1

1961-1962 (girone A)

### Altri piazzamenti
- Serie C:

Secondo posto: 1948-1949 (girone C)
- Serie C1:

Terzo posto: 1982-1983 (girone A)
- Prima Divisione:

Terzo posto: 1929-1930 (girone A)
- Serie C2:

Secondo posto: 1991-1992 (girone B)
Terzo posto: 1980-1981 (girone A)
- Lega Pro Seconda Divisione:

Secondo posto: 2010-2011 (girone B)
- IV Serie:

Secondo posto: 1956-1957 (girone E)
- Serie D:

Secondo posto: 1969-1970 (girone E), 1973-1974 (girone E), 1975-1976 (girone E)
- Promozione:

Secondo posto: 1951-1952 (girone H)
- Prima Categoria:

Secondo posto: 1960-1961 (girone A)
- Coppa Italia Serie C:

Finalista: 1984-1985
Semifinalista: 1983-1984
- Scudetto Dilettanti:

Finalista: 1952-1953

## Statistiche e record

### Partecipazione ai campionati
| Livello | Categoria                                   | Partecipazioni | Debutto   | Ultima stagione | Totale |
| ------- | ------------------------------------------- | -------------- | --------- | --------------- | ------ |
| 2º      | Prima Divisione                             | 2              | 1927-1928 | 1928-1929       | 6      |
| 2º      | Serie B                                     | 4              | 1946-1947 | 2025-2026       | 6      |
| 3º      | Seconda Divisione                           | 1              | 1926-1927 | 1926-1927       | 55     |
| 3º      | Prima Divisione                             | 6              | 1929-1930 | 1934-1935       | 55     |
| 3º      | Serie C                                     | 26             | 1936-1937 | 2023-2024       | 55     |
| 3º      | Serie C1                                    | 22             | 1982-1983 | 2013-2014       | 55     |
| 4º      | Promozione                                  | 1              | 1951-1952 | 1951-1952       | 32     |
| 4º      | IV Serie                                    | 3              | 1952-1953 | 1956-1957       | 32     |
| 4º      | Campionato Interregionale - Prima Categoria | 1              | 1957-1958 | 1957-1958       | 32     |
| 4º      | Campionato Interregionale                   | 1              | 1958-1959 | 1958-1959       | 32     |
| 4º      | Serie D                                     | 12             | 1959-1960 | 1977-1978       | 32     |
| 4º      | Serie C2                                    | 14             | 1978-1979 | 2010-2011       | 32     |

La Carrarese ha disputato complessivamente 92 stagioni a livello nazionale. Ai sensi delle NOIF della FIGC in tema di tradizione sportiva cittadina, sono considerate professionistiche le 65 annate trascorse in Serie B, C, C1 e C2.

### Statistiche individuali
Di seguito i primatisti di presenze e reti.
| Record di presenze - 235 Giovanni Beretta (1941-1942, 1943-1944 e 1949-1954) - 231 Ricciarelli (?) - 228 Venturelli (?) - 216 Figaia (?) - 208 Paolo Corsi (?) | Record di reti - 59 Marco Cacciatori (1973-1976, 1977-1978 e 1983-1985) - 49 Amerigo Salati (1946-1950) - 48 Vittorio Ghirlanda (1936-1939, 1948-1950 e 1952-1954) - 41 Francesco Tavano (2017-2019) - 36 Massimiliano Benfari (1994-1998) Erasmo Franzoni (1928-1935 e 1939-1941) Anco Marcio Vargas (1948-1950) - 33 G. Battistini (?) |

## Tifoseria

### Storia

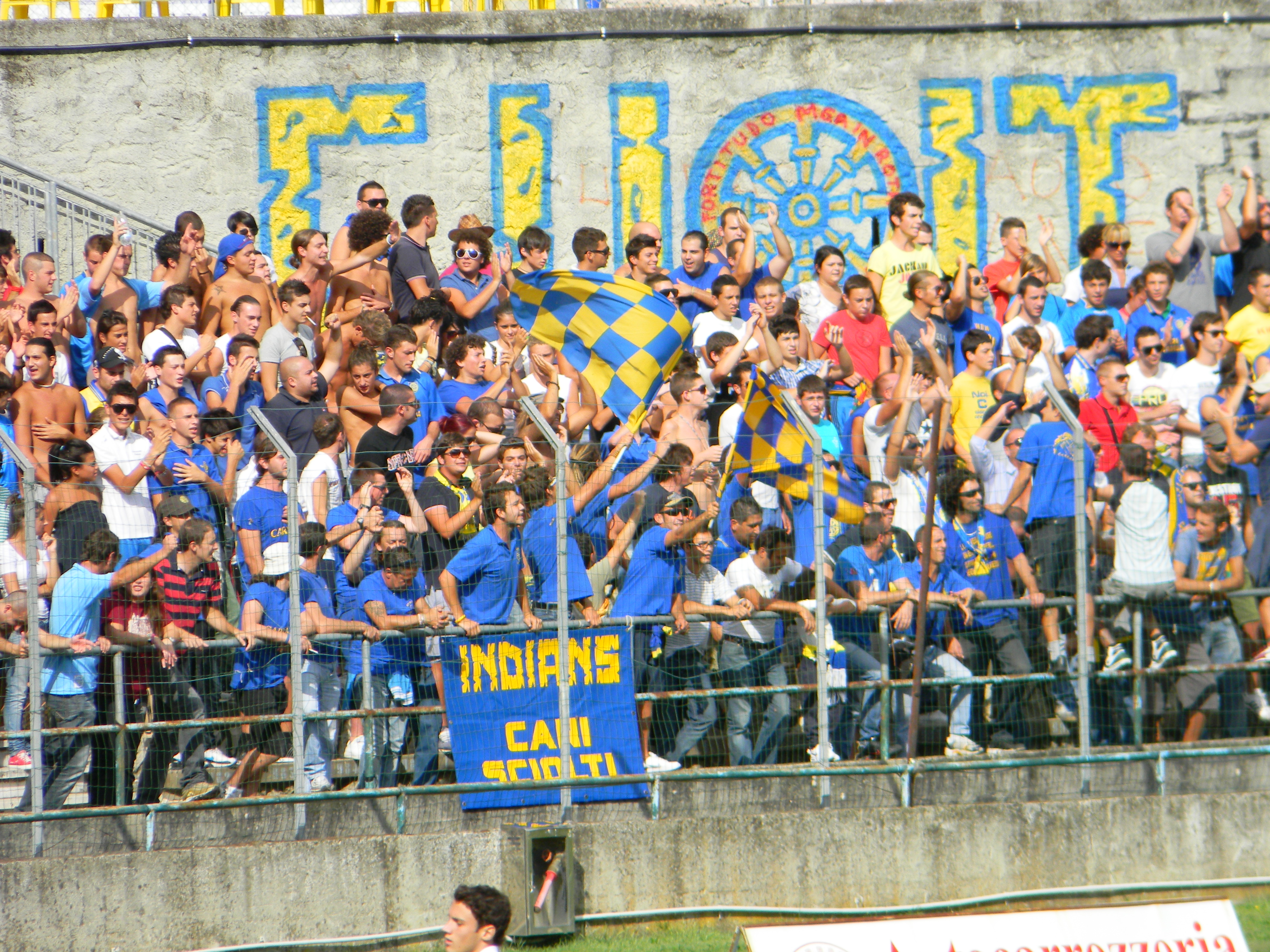
Ultras azzurri durante Carrarese-Fano del 19 settembre 2010

La storia degli ultras a Carrara ha un glorioso passato. A metà anni settanta comparve in curva sud lo striscione Fossa della Morte, primo virgulto ultras nella città marmifera, poi, nel 1977 il tifo si spostò in gradinata, dietro lo striscione Falchi delle Apuane che alla fine del 1978 si scissero in due gruppi: Dire Wrestlers che permase nel settore della gradinata e il Commando Ultrà Indian Trips, formato dai tifosi più giovani, intransigenti e ribelli in Curva Nord. La Curva Nord oggi è intitolata a Lauro Perini, capo storico della tifoseria azzurra, fondatore nel 1979 del gruppo Commando Ultrà Indian Trips (C.U.I.T. '79). Ogni estate, per commemorare la sua scomparsa, avvenuta nel 2001, i tifosi carraresi organizzano il "Memorial Lauro Perini", a cui vi partecipano anche le tifoserie gemellate (Pisa, Reggiana e SPAL).
I gruppi presenti nella Curva Nord Lauro Perini erano il C.U.I.T '79, i Barbudos '96, il Centro Storico '94, il Fiumaretta Clan 1990 e le Teste di Marmo '00.
Nell'ottobre 2011 in gradinata lato sud nascono i 1312 e Ostinata Presenza, confluiti in curva nord poi dall'estate del 2012 con la sigla di Anonimi Carrara Ultras.
A partire dalla stagione 2018-2019 i gruppi della curva si sono riuniti in un unico grande gruppo Curva Nord Lauro Perini (C.N.L.P.). 

Da ricordare sono anche altri tifosi della gradinata che nel maggio 2011 prima dei play-off, hanno dato origine al gruppo Gradinata Baffo, in ricordo di un tifoso azzurro, Franco "Baffo" Arata, scomparso nel 2009. Nel febbraio del 2014 viene costituita un'associazione di tifosi denominata Carrarese Fan Club con l'intento di coinvolgere anche gli altri settori dello Stadio dei Marmi. 

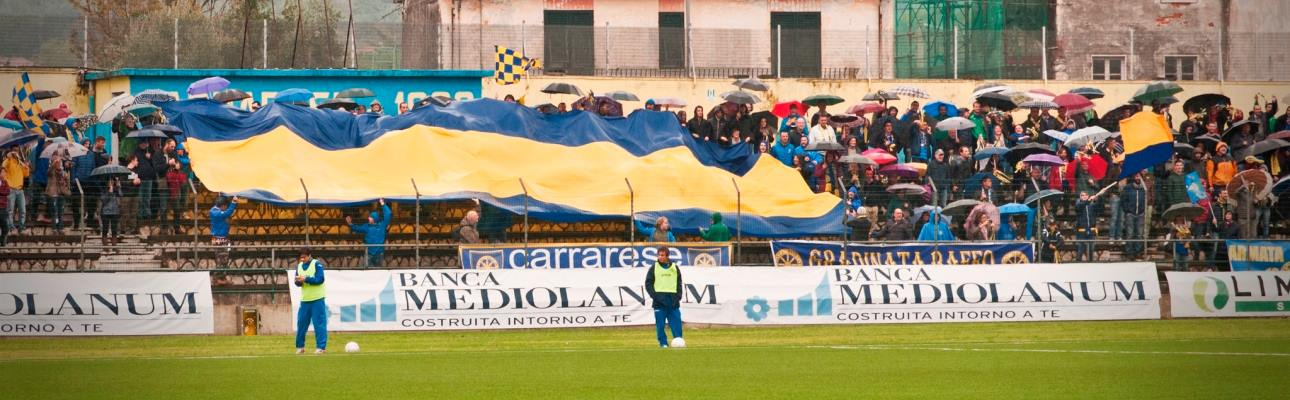
i tifosi della "Gradinata Baffo" durante Carrarese-Pisa del 2015

Il tifo a Carrara storicamente è da sempre schierato politicamente su posizioni di sinistra e anarchia, con valori di antifascismo e antirazzismo, inoltre è contro la tessera del tifoso.

### Gemellaggi e rivalità
L'unico gemellaggio risulta essere con gli austriaci dello Sturm Graz. Inoltre esistono rapporti di amicizia con le tifoserie del Genoa e del Cosenza.
La curva nord "Lauro Perini" ha avuto gemellaggi che risultano interrotti con gli ultras della Reggiana, del Pisa (con i pisani rimangono tuttavia rapporti di reciproco rispetto) e della SPAL.
La rivalità più forte e sentita dalla tifoseria azzurra è quella contro lo Spezia; per i carrarini quello con i confinanti spezzini è il derby principale, l'appuntamento più atteso di tutta la stagione, tanto da creare in ogni incontro problemi di ordine pubblico. Altra accesissima rivalità è quella contro la Massese; con i cugini d'oltre foce, con i quali condividono la provincia, gli Azzurri giocano il derby delle Apuane, che dal 2010 viene disputato in una partita amichevole di precampionato, partecipando le squadre in categorie diverse.
Vi sono inoltre attriti con le tifoserie di Lucchese, Prato, Parma, Padova, Modena, Cesena, Monza, Varese, Livorno, Empoli, Montevarchi, Bologna, Triestina, Como, Brescia, Viareggio, Mantova, Sampdoria, Siena e Piacenza.
Nel 2014 si è interrotto lo storico gemellaggio con gli ultras della SPAL per decisione della Curva di Carrara in quanto la curva Ovest ha deciso di aderire alla Tessera del Tifoso, nella stagione 2023-2024 l'amicizia si trasmuterà in antipatia, in quanto, in seguito a degli scontri fra le due tifoserie, la partita del 20 novembre 2023 vede le due curve insultarsi e scontrarsi. 
Nell'estate del 2015 si è interrotto lo storico gemellaggio con gli ultras della Reggiana per decisione della Curva di Carrara in quanto la curva granata ha deciso di sottoscrivere la Tessera del Tifoso.

## Organico

### Rosa 2025-2026
Aggiornata il 20 luglio 2025.
| N. |                      | Ruolo | Calciatore        |
| -- | -------------------- | ----- | ----------------- |
| 1  | Italia (bandiera)    | P     | Marco Bleve       |
| 3  | Italia (bandiera)    | D     | Marco Imperiale   |
| 4  | Argentina (bandiera) | D     | Julián Illanes    |
| 6  | Italia (bandiera)    | D     | Filippo Oliana    |
| 7  | Italia (bandiera)    | A     | Niccolò Belloni   |
| 8  | Italia (bandiera)    | C     | Filippo Melegoni  |
| 9  | Italia (bandiera)    | A     | Fabio Abiuso      |
| 10 | Albania (bandiera)   | C     | Kleis Bohzanaj    |
| 11 | Italia (bandiera)    | C     | Manuel Cicconi    |
| 12 | Italia (bandiera)    | P     | Giovanni Garofani |
| 13 | Italia (bandiera)    | D     | Devid Bouah       |
| 14 | Gambia (bandiera)    | D     | Eliman Cham       |
| 17 | Italia (bandiera)    | C     | Emanuele Zuelli   |
| 18 | Argentina (bandiera) | C     | Nicolás Schiavi   |

| N. |                      | Ruolo | Calciatore          |
| -- | -------------------- | ----- | ------------------- |
| 21 | Italia (bandiera)    | A     | Tommaso Rubino      |
| 22 | Italia (bandiera)    | P     | Stefano Mazzini     |
| 23 | Argentina (bandiera) | D     | Mateo Bracco        |
| 26 | Italia (bandiera)    | D     | Fabio Ruggeri       |
| 28 | Italia (bandiera)    | A     | Filippo Distefano   |
| 32 | Italia (bandiera)    | A     | Mattia Finotto      |
| 37 | Italia (bandiera)    | D     | Nicolò Calabrese    |
| 72 | Italia (bandiera)    | D     | Simone Zanon        |
| 77 | Italia (bandiera)    | C     | Gabriele Parlanti   |
| 80 | Italia (bandiera)    | A     | Federico Accornero  |
| 82 | Italia (bandiera)    | C     | Leonardo Capezzi    |
| 92 | Venezuela (bandiera) | A     | Ernesto Torregrossa |
| 99 | Italia (bandiera)    | P     | Vincenzo Fiorillo   |

### Staff tecnico
- Antonio Calabro - Allenatore
- Giuseppe Padovano - Vice allenatore
- Ferdinando Scarpello - Preparatore dei portieri
- Michele Balloni - Preparatore atletico
- Gianluca Babboni - Recupero infortunati
- Marco Piolanti - Medico sociale
- Giampaolo Poletti - Medico sociale
- Andrea Biagini - Fisioterapista
- Giacomo Schembri - Fisioterapista
- Simona Bertano - Fisioterapista
- Gregorio Simoncini - Fisiotetapista
- Nicola Bongiorni - Team Manager